# Dexia melanocera
Dexia melanocera är en tvåvingeart som först beskrevs av Robineau-desvoidy 1830.  Dexia melanocera ingår i släktet Dexia och familjen parasitflugor. Inga underarter finns listade i Catalogue of Life.